# Mia nonna poliziotto
Mia nonna poliziotto ist eine italienische Filmkomödie aus dem Jahr 1958, die im deutschsprachigen Raum nicht aufgeführt wurde. In Italien war der Film sehr erfolgreich und spielte 386 Mio. Lire ein.

## Inhalt
Als Alberto seine Hochzeit mit Ileana ankündigt, beschließt seine Großmutter Tina, an ihr teilzunehmen, obwohl das bedeutet, in die Großstadt zu fahren, was sie bislang vermieden hatte. Als reiche Witwe eines Soldaten unterstützte sie jahrelang Alberto, auch wenn alles, was sie anpackt, im Chaos endet. Als ihr unterwegs ein Medaillon gestohlen wird, untersagt sie die Hochzeit bis zu dessen Wiederauffindung. Im Stadthotel, in dem sie wohnt, verdächtigt sie jeden und alle, da ihr die Polizei nicht voranzukommen scheint; so vermutet sie, eine Gangsterbande stecke hinter der Tat und bringt Alberto dazu, sich dieser zu stellen, die sich allerdings als eine Gruppe alternder Möchtegern-Playboys herausstellt. Oma Tina wird aufgrund ihrer wilden Verdächtigungen in ein Irrenhaus gebracht. Da nun Ileana fürchtet, die Hochzeit könne deshalb niemals stattfinden, klärt sie die Sache.

## Kritik
- U. Tani schreibt 1958 in der Zeitschrift Intermezzo: „Tina Pica stellt, inzwischen als "Star" angekündigt, eine der Säulen unserer Produktion dar. Manche nennen das (ein bisschen übertrieben) brillant, was sie da macht; aber zumindest stellt sie das Publikum, das ein bisschen guten Geschmack hat, zufrieden – wenigstens das in der Provinz und auf dem Lande.“ (zitiert nach Roberto Chiti, Roberto Poppi, Enrico Lancia, Mario Pecorari: Dizionario del cinema italiano. I film, Vol. 2; 1991)